# Władysław Kaliszewski
Władysław Kaliszewski (ur. 5 maja 1886 we Wrześni, zm. 29 lipca 1964 w Bydgoszczy) – powstaniec wielkopolski, żołnierz Wojska Polskiego, kawaler Orderu Virtuti Militari.

## Życiorys
Był synem Karola (stolarza, ur. 2 listopada 1843 r., zm. 19 stycznia 1905 r.) i Franciszki z domu Krall (ur. 2 marca 1853 r., zm. 4 grudnia 1927 r.). Pochodził z wielodzietnej rodziny - miał sześć sióstr: Jadwigę, Wiktorię, Zofię, Antoninę, Mariannę i Halinę oraz dwóch braci: Leona i Kazimierza. Przyrodnimi siostrami Władysława były Helena i Stanisława.
Urodził się we Wrześni, gdzie po ukończeniu szkoły podstawowej kształcił się w zawodzie stolarza, w którym pracował do wybuchu I wojny światowej. Należał do „Sokoła”. W latach 1914–1918 służył w armii niemieckiej, walcząc na frontach: wschodnim i francuskim. Po zakończeniu działań wojennych został zdemobilizowany. Powrócił wówczas do rodzinnego miasta, a w dniu 6 stycznia 1919 wstąpił jako ochotnik do jednego z oddziałów powstańczych - 1 Kompanii Wrzesińskiej dowodzonej przez Józefa Trawińskiego. Brał udział w starciach z Grenzschutzem oraz w walkach frontu północnego - pod Szubinem i pod Rynarzewem. W powstaniu wielkopolskim uczestniczył do jego końca, po czym w marcu 1919 roku podjął pracę jako urzędnik wrzesińskiego magistratu  .
W czerwcu 1920 zgłosił się ochotniczo do wojska, po czym otrzymał przydział do 268 Batalionu Ochotniczego, z którym został wysłany na front. Batalion ten wszedł następnie w skład 66 Kaszubskiego pułku piechoty, a strzelec Władysław Kaliszewski służył w jego 1 kompanii. Uczestnicząc w wojnie polsko-bolszewickiej odznaczył się w dniu 14 września 1920 w trakcie bitwy pod Horodcem, podczas której dowodząc patrolem dokonał rozpoznania sił i pozycji nieprzyjaciela. Następnie, pomimo otrzymania ciężkiego postrzału w lewe płuco , pozostał na stanowisku, przyczyniając się tym samym do utrzymania dyscypliny w szeregach kompanii i odparcia kontrataku oddziałów radzieckich. Szeregi opuścił dopiero na rozkaz dowódcy plutonu. Za wykazane wówczas męstwo szeregowy 66 pułku piechoty Władysław Kaliszewski odznaczony został Krzyżem Srebrnym Orderu Virtuti Militari. Nadanie to zostało następnie potwierdzone dekretem Wodza Naczelnego marszałka Józefa Piłsudskiego L.11434.VM z 3 lutego 1922 roku (opublikowanym w Dzienniku Personalnym Ministerstwa Spraw Wojskowych Nr 2 z dnia 18 lutego 1922 r.).
Zdemobilizowany został w 1921 roku w randze starszego szeregowego. Podjął wówczas pracę w Banku Kupiecko-Przemysłowym we Wrześni, następnie przez pewien czas pozostawał bezrobotnym, a w kolejnych latach prowadził we Wrześni sklep z artykułami tytoniowymi. Udzielał się społecznie i był aktywnym członkiem Towarzystwa Gimnastycznego „Sokół”, Towarzystwa Powstańców oraz Związku Obrony Kresów Zachodnich. W międzyczasie uzyskał tytuł inżyniera. W roku 1937 przeprowadził się do Bydgoszczy, gdzie zatrudniony został w Tartaku Państwowym. W okresie okupacji niemieckiej pracował fizycznie w firmie budowlanej. Po wyzwoleniu znalazł zatrudnienie w bydgoskim Zarządzie Miejskim, na stanowisku księgowego. Pracował również w tamtejszym Zjednoczeniu Budownictwa Miejskiego. W roku 1956 przeszedł na emeryturę. Zmarł w Bydgoszczy i tam też został pochowany na Cmentarzu Nowofarnym (pole: 9, grób: 265) .
Żoną Władysława Kaliszewskiego była od 1918 Salomea z domu Poszwald (ur. 31 października 1886 r., zm. 18 marca 1967 r.), z którą miał córki: Gabryelę (ur. 1920), Felicję (ur. 1924), Janinę (ur. 1926), Marię (ur. 1927), Stefanię (ur. 1928) i Aleksandrę (ur. 1929) oraz syna Jerzego (ur. i zm. 1932).

## Ordery i odznaczenia
- Krzyż Srebrny Orderu Virtuti Militari nr 4676[1][7][2]
- Wielkopolski Krzyż Powstańczy – 19 lipca 1960[3]